# Sergej Stanišev
Sergej Dmitrievič Stanišev (in bulgaro Сергей Дмитриевич Станишев?; Cherson, 5 maggio 1966) è un politico bulgaro.
È stato primo ministro della Bulgaria dal 17 agosto 2005 al 27 luglio 2009 ed è stato presidente del Partito Socialista Europeo dal 29 settembre 2012 al 14 ottobre 2022.

## Biografia
Stanišev è nato in Ucraina quando questa faceva ancora parte dell'Unione Sovietica. Ha frequentato l'Università di Mosca dove ha ottenuto nel 1994 il dottorato in storia. È stato delegato delle relazioni internazionali alla London School of Economics and Political Science nel 1998. Ha anche lavorato come giornalista mentre nel 1995 era diventato un componente dello staff del Dipartimento per gli Affari Esteri del BSP.
È stato a capo del Dipartimento di Politica Estera e Relazioni Internazionali del BSP dal 1996 al 2001. Nel maggio 2001 era stato eletto membro del Concilio supremo del BSP e del Dipartimento Amministrativo. Nel giugno dello stesso anno venne eletto al Parlamento come rappresentante della regione di Ruse o Russe.
Nel dicembre 2001 Stanišev è stato eletto Presidente del BSP al Congresso dei partiti, ed è anche diventato il leader del Gruppo Parlamentare di Coalizione per la Bulgaria in seguito alle dimissioni di Georgi Părvanov, già detentore di queste due cariche, dopo la sua vittoria alle elezioni presidenziali del 2001. Dall'aprile 2004 Stanišev è membro della direzione del Partito del Socialismo Europeo. Anche se, all'inizio, i membri più anziani del partito lo guardavano con un pizzico di superiorità per la sua mancanza di esperienza, Stanišev è gradito a molti per le sue grandi abilità intellettuali e per gli sforzi per modernizzare il BSP.
Nelle elezioni generali del 25 giugno 2005, Stanišev venne rieletto al Parlamento, questa volta per rappresentare la regione di Burgas. Con la sua leadership, la Coalizione per la Bulgaria (dove predomina il BSP di Stanišev) guadagna il 31% dei voti. Lui disse: "Il prossimo governo dovrebbe essere guidato dal leader dal partito che otterrà il maggior numero di voti alle elezioni." Il 20 luglio, dopo circa un mese di incertezza politica, diede anche il suo assenso per formare un nuovo governo. Il 27 luglio, il Parlamento bulgaro lo scelse per l'incarico di Primo Ministro in un governo di coalizione, il Movimento per i Diritti e Libertà. Vinse per 120 voti a 119; ma lo stesso Parlamento rifiutò la sua proposta di governo con 119 voti a 117.
Ciò fu seguito da altre due settimane di stallo politico. Finalmente il 15 agosto Stanišev riuscì a formare una grande coalizione di tre partiti comprendente quello del primo ministro uscente Simeon Sakskoburggotski e quello del Movimento per i Diritti e Libertà, partito della minoranza turca. Stanišev disse che le priorità della coalizione erano l'integrazione in Europa, la responsabilità sociale e la crescita economica. È stato eletto Primo Ministro dal parlamento bulgaro il 16 agosto con 168 voti a favore e 67 contrari. Il 17 agosto, con una cerimonia al numero 1 di Dondukov Boulevard, Sergej Stanišev ha preso ufficialmente la carica di Primo Ministro.
Stanišev, secondo più giovane presidente del BSP, è un politico non convenzionale. Sebbene non sia sposato, vive da molto tempo con l'importante giornalista Elena Jončeva. Nel 2002 sbalordì i membri del partito quando, prendendo parte ad un raduno, si mostrò a bordo di una motocicletta con una giacca da rocker sulla cui parte dietro era attaccato un cartello che recitava: "Se state leggendo questo cartello, significa che Elena deve essere caduta durante il tragitto." Inoltre, Stanišev, è un assiduo utilizzatore di internet. Diventò socio della Società Internettiana Bulgara il 22 aprile 2001 e da immediatamente dopo le elezioni che lo nominarono leader del BSP nel 2001 ha un ICQ-chat con centinaia di utenti.
Alle elezioni parlamentari del 5 luglio 2009 la coalizione, guidata dal partito socialista da lui presieduto, venne sconfitta e Stanišev perse l'incarico di primo ministro, rimanendo però alla guida del partito all'opposizione.
Il 29 settembre 2012 è stato eletto Presidente del Partito Socialista Europeo con il 91% dei voti ottenuti dai 350 delegati di 34 partiti europei. Ha ricoperto tale ruolo fino al 14 ottobre 2022, quando gli è succeduto lo svedese Stefan Löfven.